# 혜옥이
《혜옥이》는 2022년에 개봉한 대한민국의 영화이다.

## 캐스팅
- 이태경 : 이라엘 / 혜옥 역
- 전국향 : 이라엘 / 혜옥 엄마 역
- 정상우 : 사장 역
- 조준희 : 진상손님 역
- 임호경 : 공인중개사 역
- 오은지 : 스터디룸 학생 1 역
- 윤영우 : 스터디룸 학생 2 역
- 김상휘 : 스터디룸 학생 3 역
- 김나윤 : 스터디룸 학생 4 역
- 손승범 : 편의점 알바생 역
- 남동우 : 편의점 손님 역
- 박진우 : 시험 감독관 1 역
- 오동훈 : 시험 감독관 2 역
- 이설아 : 어린 라엘 역
- 김진해 : 주민센터 공무원 역
- 김지수 : 카페 알바 역
- 박정원 : 희진 역
- 조성호 : 사시생 1 역
- 이희수 : 사시생 2 역
- 송기명 : 사시생 3 역
- 최현 : 사시생 4 역
- 정진욱 : 사시생 5 역
- 김민수 : 식당손님 1 역
- 강주희 : 식당손님 2 역
- 강호빈 : 식당손님 3 역
- 고윤별 : 식당손님 4 역
- 박미예 : 식당손님 5 역
- 김소율 : 학생 1 역
- 김희현 : 학생 2 역
- 정진용 : 학생 3 역
- 이동욱 : 학생 4 역
- 원시현 : 학생 5 역
- 윤희준 : 학생 6 역
- 안유라 : 학생 7 역
- 구선모 : 학생 8 역
- 이동기 : 학생 9 역
- 정기원 : 학생 10 역
- 장지혜 : 학생 11 역
- 김민수 : 학생 12 역
- 전혜란 : 학생 13 역
- 변진욱 : 학생 14 역
- 이윤동 : 학생 15 역
- 김혜진 : 학생 16 역
- 조다영 : 학생 17 역
- 정의진 : 학생 18 역
- 손다정 : 학생 19 역
- 소지수 : 학생 20 역
- 박현지 : 혜옥 대역
- 조명남 : 이비인후과 의사 역 (우정출연)
- 전진우 : 학원 강사 역 (우정출연)
- 강숙 : 희진 엄마 역 (우정출연)